# Bilići (rod)
Bilići su hrvatski plemićki rod.
Najstariji spomen prezimena Bilić je u dokumentu od 21. ožujka 1284. godine u Zadru oko prodaje zemlje gdje je kao svjedok Zemko Bilić iz Zadra kao svjedok i magistar.
Također se spominje i 1323. Zemkov sin Bilić i njegov tast Michauili.
U spomeničkoj baštini hrvatskog naroda, a vezan za rod Bilića, najzanimljiviji je stećak iz Starog Sela, 17 km južno od Jajca. To je stećak s epitafom Radojice Bilić s kraja XIV. stoljeća. Epitaf je pisan hrvatskom ćirilicom. Klesao ga je dijak Veseoko Kukulamović. Stećak je nađen krajem XIX. stoljeća
Tekst na stećku glasi:
V ime Oca i Sina i Svetago duha amen. Se je kami Radojica Bilića. Milostiju božijom i pomoćiju roda moga izidah mnogočasnu grobnicu i postavih si kamen na grobnici mojej i ugotovih si vični dom za života svojega, ako hoće gospodin Bog, sebi i drugu mojemu. Molju bratiju i strine i neviste: pristupite i žalite me i ne popirajte me nogama, jere ćete biti vi kakov jesam ja, a ja neću biti kakovi jeste vi. [A se] pisa Veseoko Kukulamović.
U šibenskim dokumentima rod Bilića se spominje krajem XV. stoljeća. Tada pet obitelji Bilića odlazi u Pulu.
Godine 1482. spominje se knez Stipan Bilić u Livnu. Kako su gospodari Donjih krajeva bili potomci vojvode Hrvoja Vukčića Hrvatinića i njegova sina Baoše, tako su i livanjski plemići bili podređeni gospodarima Donjih Krajeva. Stipan Bilić pada u tursko ropstvo prilikom turskog osvajanja Livna, isti Stipan Bilić ulazi u narodnu pjesmu.
Pred Zagrebačkim kaptolom, 4. listopada 1520. spominju se kao svjedoci plemići Ivan Bilić i Martin Bilić oba iz Kreščića u sporu kojem svjedočilo 428 svjedoka.
Posljednji hrvatski zapovjednik utvrđenoga Sinja je bio 1536. godine Ivan Bilić.
U sukobu plemića Kreščićkih s Petrom Erdődijem zbog gradova Podzvizda i Vranograča, svečano se ogradiše plemići Kreščićki, poslavši 1559. u Zagrebački kaptol svoje ljude Luku Šimičevića i Mateja Bilića. Plemići Kreščićki su tad uspjeli obraniti svoja prava na Podzvizd i Vranograč. Knezovi Erdődy nikad se ne spominju kao vlastela ni kao starješine Kreščićke.
Uskoro se Kreščićki plemići raseliše pred Turcima.
Bilići se u Šibeniku spominju i 1588. godine.